# Morgan Upland
Das Morgan Upland ist ein verschneites, strukturloses Plateau im südzentralen Grahamland auf der Antarktischen Halbinsel. Es wird durch den Cole- und den Clarke-Gletscher im Norden, den Weyerhaeuser-Gletscher im Osten, den Airy-Gletscher im Süden und den Hariot-Gletscher im Südwesten begrenzt.
Der British Antarctic Survey erstellte im September 1962 die ersten Luftaufnahmen dieses Gebiets. Diese dienten dem britischen Geodäten Ivor Protheroe Morgan (* 1937), nach dem es benannt ist, für eine Kartierung.